# 三井住友トラスト基礎研究所
株式会社三井住友トラスト基礎研究所 （みついすみともトラストきそけんきゅうじょ）は、三井住友トラストグループの、「都市と不動産」に関する調査研究・提言とコンサルティング業務を行う専門シンクタンクである。

## 沿革
- 1988年（昭和63年）7月1日 - 「株式会社住信基礎研究所」を設立。
- 2012年（平成24年）4月1日 - 商号を「株式会社三井住友トラスト基礎研究所」に変更。

## 関係する人物
- 伊藤洋一（主席研究員）